# هانس بيرغرين
هانس بيرغرين (بالسويدية: Hans Berggren)‏ (18 فبراير 1973 السويد - ) هو لاعب كرة قدم سويدي، يلعب كمهاجم، لعب 316 مباراة وسجل 140 هدف.

## مسيرته

### مسيرته مع الأندية
- 1994 - 1997 لعب مع غيفلي 31 مباراة سجل خلالها 32 هدف.
- 1998 - 1999 لعب مع نادي هاماربي لكرة القدم 51 مباراة سجل خلالها 19 هدف.
- 1998 - 1999 لعب مع Hammarby IF [الإنجليزية]‏ 51 مباراة سجل خلالها 19 هدف.
- 2000 - 2001 لعب مع نادي هاوغسوند 52 مباراة سجل خلالها 25 هدف.
- 2002 - 2005 لعب مع نادي إلفسبورغ 96 مباراة سجل خلالها 38 هدف.
- 2006 - 2007 لعب مع نادي هكن 35 مباراة سجل خلالها 7 أهداف.